# Acacia paula
Acacia paula é uma espécie de leguminosa do gênero Acacia, pertencente à família Fabaceae.